# رومان بوندارينكو
رومان بوندارينكو (بالأوكرانية: Роман Дмитрович Бондаренко) (بالتركمانية: Roman Bondarenko) هو لاعب كرة قدم تركمانستاني وأوكراني، ولد في 14 أغسطس 1966 في الاتحاد السوفيتي. شارك مع منتخب تركمانستان لكرة القدم. أما مع النوادي، فقد لعب مع ميتالوره زابورجيا.

## وصلات خارجية
- رومان بوندارينكو على موقع اتحاد أوكرانيا (الإنجليزية)
- رومان بوندارينكو على موقع ناشيونال فوتبول تيمز (الإنجليزية)